# 新烏日維尼夫卡
50°1′41″N 37°38′32″E / 50.02806°N 37.64222°E
新烏日維尼夫卡（烏克蘭語：Новоужвинівка）是位於烏克蘭東部的村莊，由哈爾科夫州庫皮揚斯克區的德沃里奇纳市镇負責管轄。該村始建於1850年，面積0.03平方公里，海拔高度97米，2001年人口33，人口密度每平方公里1,320人。